# Vaskivți, Șumsk
Vaskivți (în ucraineană Васьківці) este localitatea de reședință a comunei Vaskivți din raionul Șumsk, regiunea Ternopil, Ucraina.

## Demografie
Componența lingvistică a localității Vaskivți
     Ucraineană (99,64%)
     Alte limbi (0,36%)
Conform recensământului din 2001, majoritatea populației localității Vaskivți era vorbitoare de ucraineană (99,64%), existând în minoritate și vorbitori de alte limbi.